# Collegio di Wirral South
Wirral South è stato un collegio elettorale situato nel Merseyside, nel Nord Ovest dell'Inghilterra, rappresentato alla Camera dei comuni del Parlamento del Regno Unito. Eleggeva un membro del parlamento con il sistema first-past-the-post, ossia maggioritario a turno unico. Il collegio è stato abolito in occasione della revisione del 2024.

## Estensione
Sin dalla sua creazione nel 1983, il collegio consisteva dei ward del borgo metropolitano di Wirral di Bebington, Bromborough, Clatterbridge, Eastham e Heswall.
Il collegio era uno dei quattro inclusi nel borgo, e si estendeva nella sua parte meridionale. Comprendeva le città di Heswall e Bebington (entrambi sono ward) e i villaggi di Bromborough (anch'esso un ward), Eastham, Brimstage e Thornton Hough.
Il collegio è stato abolito in occasione della revisione del 2024, e la sua area è stata così suddivisa:
- i ward di Bromborough e Eastham sono passati al nuovo collegio di Ellesmere Port and Bromborough;
- i ward di Clatterbridge e Heswall al collegio di Wirral West;
- il ward di Bebington al collegio di Birkenhead,

## Membri del parlamento
| Elezione | Elezione        | Deputato         | Partito          |
| -------- | --------------- | ---------------- | ---------------- |
|          | 1983            | Barry Porter     | Conservatore     |
|          | 1997 (S)        | Ben Chapman      | Laburista        |
| 2010     | Alison McGovern |                  | Laburista        |
|          | 2024            | Collegio abolito | Collegio abolito |

## Elezioni

### Elezioni negli anni 2010
| Partito                    | Partito                                | Candidato                  | Risultati 12 dicembre 2019 | Risultati 12 dicembre 2019 |
| Partito                    | Partito                                | Candidato                  | Voti                       | %                          |
| -------------------------- | -------------------------------------- | -------------------------- | -------------------------- | -------------------------- |
|                            | Laburista                              | Alison McGovern            | 22 284                     | 51,17                      |
|                            | Conservatore                           | Stewart Gardiner           | 16 179                     | 37,15                      |
|                            | Lib Dem                                | Christopher Carubia        | 2 917                      | 6,70                       |
|                            | Brexit                                 | Martin Waring              | 1 219                      | 2,80                       |
|                            | Verdi                                  | Harry Gorman               | 948                        | 2,18                       |
|                            |                                        |                            |                            |                            |
| Iscritti                   | Iscritti                               | Iscritti                   | 57 280                     | 100,00                     |
| ↳ Votanti (% su iscritti)  | ↳ Votanti (% su iscritti)              | ↳ Votanti (% su iscritti)  | 43 547                     | 76,02                      |
| ↳ Astenuti (% su iscritti) | ↳ Astenuti (% su iscritti)             | ↳ Astenuti (% su iscritti) | 13 733                     | 23,98                      |
|                            |                                        |                            |                            |                            |
|                            | Esito: collegio confermato a Laburista |                            |                            |                            |

| Partito                    | Partito                                | Candidato                  | Risultati 8 giugno 2017 | Risultati 8 giugno 2017 |
| Partito                    | Partito                                | Candidato                  | Voti                    | %                       |
| -------------------------- | -------------------------------------- | -------------------------- | ----------------------- | ----------------------- |
|                            | Laburista                              | Alison McGovern            | 25 871                  | 57,24                   |
|                            | Conservatore                           | Adam Sykes                 | 17 548                  | 38,83                   |
|                            | Lib Dem                                | Christopher Carubia        | 1 322                   | 2,93                    |
|                            | Verdi                                  | Mandi Roberts              | 454                     | 1,00                    |
|                            |                                        |                            |                         |                         |
| Iscritti                   | Iscritti                               | Iscritti                   | 57 676                  | 100,00                  |
| ↳ Votanti (% su iscritti)  | ↳ Votanti (% su iscritti)              | ↳ Votanti (% su iscritti)  | 45 195                  | 78,36                   |
| ↳ Astenuti (% su iscritti) | ↳ Astenuti (% su iscritti)             | ↳ Astenuti (% su iscritti) | 12 481                  | 21,64                   |
|                            |                                        |                            |                         |                         |
|                            | Esito: collegio confermato a Laburista |                            |                         |                         |

| Partito                    | Partito                                | Candidato                  | Risultati 7 maggio 2015 | Risultati 7 maggio 2015 |
| Partito                    | Partito                                | Candidato                  | Voti                    | %                       |
| -------------------------- | -------------------------------------- | -------------------------- | ----------------------- | ----------------------- |
|                            | Laburista                              | Alison McGovern            | 20 165                  | 48,20                   |
|                            | Conservatore                           | John Bell                  | 15 566                  | 37,21                   |
|                            | UKIP                                   | David Scott                | 3 737                   | 8,93                    |
|                            | Lib Dem                                | Elizabeth Jewkes           | 1 474                   | 3,52                    |
|                            | Verdi                                  | Paul Cartlidge             | 895                     | 2,14                    |
|                            |                                        |                            |                         |                         |
| Iscritti                   | Iscritti                               | Iscritti                   | 56 921                  | 100,00                  |
| ↳ Votanti (% su iscritti)  | ↳ Votanti (% su iscritti)              | ↳ Votanti (% su iscritti)  | 41 837                  | 73,50                   |
| ↳ Astenuti (% su iscritti) | ↳ Astenuti (% su iscritti)             | ↳ Astenuti (% su iscritti) | 15 084                  | 26,50                   |
|                            |                                        |                            |                         |                         |
|                            | Esito: collegio confermato a Laburista |                            |                         |                         |

| Partito                    | Partito                                | Candidato                  | Risultati 6 maggio 2010 | Risultati 6 maggio 2010 |
| Partito                    | Partito                                | Candidato                  | Voti                    | %                       |
| -------------------------- | -------------------------------------- | -------------------------- | ----------------------- | ----------------------- |
|                            | Laburista                              | Alison McGovern            | 16 276                  | 40,79                   |
|                            | Conservatore                           | Jeff Clarke                | 15 745                  | 39,46                   |
|                            | Lib Dem                                | Jamie Saddler              | 6 611                   | 16,57                   |
|                            | UKIP                                   | David Scott                | 1 274                   | 3,19                    |
|                            |                                        |                            |                         |                         |
| Iscritti                   | Iscritti                               | Iscritti                   | 56 126                  | 100,00                  |
| ↳ Votanti (% su iscritti)  | ↳ Votanti (% su iscritti)              | ↳ Votanti (% su iscritti)  | 39 906                  | 71,10                   |
| ↳ Astenuti (% su iscritti) | ↳ Astenuti (% su iscritti)             | ↳ Astenuti (% su iscritti) | 16 220                  | 28,90                   |
|                            |                                        |                            |                         |                         |
|                            | Esito: collegio confermato a Laburista |                            |                         |                         |

### Elezioni negli anni 2000
| Partito                    | Partito                                | Candidato                  | Risultati 5 maggio 2005 | Risultati 5 maggio 2005 |
| Partito                    | Partito                                | Candidato                  | Voti                    | %                       |
| -------------------------- | -------------------------------------- | -------------------------- | ----------------------- | ----------------------- |
|                            | Laburista                              | Ben Chapman                | 16 892                  | 42,54                   |
|                            | Conservatore                           | Carl Cross                 | 13 168                  | 33,17                   |
|                            | Lib Dem                                | Simon Holbrook             | 8 568                   | 21,58                   |
|                            | UKIP                                   | David Scott                | 616                     | 1,55                    |
|                            | Indipendente                           | Laurence Jones             | 460                     | 1,16                    |
|                            |                                        |                            |                         |                         |
| Iscritti                   | Iscritti                               | Iscritti                   | 58 820                  | 100,00                  |
| ↳ Votanti (% su iscritti)  | ↳ Votanti (% su iscritti)              | ↳ Votanti (% su iscritti)  | 39 704                  | 67,50                   |
| ↳ Astenuti (% su iscritti) | ↳ Astenuti (% su iscritti)             | ↳ Astenuti (% su iscritti) | 19 116                  | 32,50                   |
|                            |                                        |                            |                         |                         |
|                            | Esito: collegio confermato a Laburista |                            |                         |                         |

| Partito                    | Partito                                | Candidato                  | Risultati 7 giugno 2001 | Risultati 7 giugno 2001 |
| Partito                    | Partito                                | Candidato                  | Voti                    | %                       |
| -------------------------- | -------------------------------------- | -------------------------- | ----------------------- | ----------------------- |
|                            | Laburista                              | Ben Chapman                | 18 890                  | 47,44                   |
|                            | Conservatore                           | Tony Millard               | 13 841                  | 34,76                   |
|                            | Lib Dem                                | Philip Gilchrist           | 7 087                   | 17,80                   |
|                            |                                        |                            |                         |                         |
| Iscritti                   | Iscritti                               | Iscritti                   | 60 698                  | 100,00                  |
| ↳ Votanti (% su iscritti)  | ↳ Votanti (% su iscritti)              | ↳ Votanti (% su iscritti)  | 39 818                  | 65,60                   |
| ↳ Astenuti (% su iscritti) | ↳ Astenuti (% su iscritti)             | ↳ Astenuti (% su iscritti) | 20 880                  | 34,40                   |
|                            |                                        |                            |                         |                         |
|                            | Esito: collegio confermato a Laburista |                            |                         |                         |

## Risultati dei referendum

### Referendum sulla permanenza del Regno Unito nell'Unione europea del 2016
|             | Collegio     | Lasciare UE % | Rimanere in UE % |
| ----------- | ------------ | ------------- | ---------------- |
|             | Wirral South | 46,6%         | 53,4%            |
|             | Inghilterra  | 53,3%         | 46,7%            |
| Regno Unito | 51,9%        | 48,1%         |                  |